# The Punisher (2004)
The Punisher är en amerikansk film från 2004 av filmföretaget Columbia Tristar Home Entertainment.

## Handling
Filmen handlar om FBI-agenten Frank Castle (Thomas Jane) en man som hade allt: en underbar familj, ett härligt liv och ett spännande arbete. Men hans tillvaro slås i spillror när hans sista uppdrag tvingar honom in i en kamp mot den hänsynslöse affärsmannen Howard Saint (John Travolta) som dödar hela hans familj. När Castle hämnas sin mördade familj tar han även på sig uppdraget att befria landet från kriminalitet genom att göra sig själv till domare, jury och avrättare - "The Punisher".
"The Punisher" har inga superkrafter för att bekämpa ondskan han ser. Han får lita till sin intelligens, sin stridserfarenhet och till sin obevekliga vilja att hämnas alla de som utsätts för samhällets orättvisor.

## Om filmen
- Handlingen baserades huvudsakligen på två serier ur Punisher-tidningarna; “The Punisher: Year One” och ”Welcome Back, Frank”, tillsammans med scener ur andra serier som “Marvel Preview: Featuring The Punisher #2”, “The Punisher: War Zone” och “The Punisher War Journal”.

## Rollista (i urval)
- Thomas Jane - Frank Castle/The Punisher
- John Travolta - Howard Saint
- Rebecca Romijn - Joan
- Ben Foster - Dave
- John Pinette - Bumpo
- Samantha Mathis - Maria Castle
- Laura Harring - Livia Saint
- Will Patton - Quentin Glass
- Eddie Jemison - Mickey Duka
- Roy Scheider - Frank Castle Sr.
- Kevin Nash - Ryssen